# Kreis Herzogtum Lauenburg
Kreis Herzogtum Lauenburg – powiat w niemieckim kraju związkowym Szlezwik-Holsztyn. Siedzibą powiatu jest miasto Ratzeburg. Nazwa powiatu pochodzi od księstwa (niem. Herzogtum) Saksonia-Lauenburg. Najbardziej na południe położony powiat kraju związkowego.

## Podział administracyjny
W skład powiatu wchodzi:
- pięć gmin miejskich
- jedna gmina (niem. amtsfreie Gemeinde)
- osiem urzędów (niem. Amt)

Gminy miejskie:
| Lp. | Nazwa gminy    | Ludność (31.12.2008) | Powierzchnia km² |
| --- | -------------- | -------------------- | ---------------- |
| 1   | Geesthacht     | 29.258               | 33,19            |
| 2   | Lauenburg/Elbe | 11.436               | 9,54             |
| 3   | Mölln          | 18.712               | 25,05            |
| 4   | Ratzeburg      | 13.695               | 30,29            |
| 5   | Schwarzenbek   | 14.949               | 11,56            |

Gminy:
| Lp. | Nazwa gminy         | Ludność (31.12.2008) | Powierzchnia km² |
| --- | ------------------- | -------------------- | ---------------- |
| 1   | Wentorf bei Hamburg | 11.574               | 6,87             |

Urzędy:
| Lp. | Nazwa                   | Ludność (31.12.2008) | Powierzchnia km² | Liczba gmin |
| --- | ----------------------- | -------------------- | ---------------- | ----------- |
| 1   | Amt Berkenthin          | 8.194                | 76,90            | 11          |
| 2   | Amt Breitenfelde        | 6.122                | 93,74            | 11          |
| 3   | Amt Büchen              | 13.474               | 193,06           | 15          |
| 4   | Amt Hohe Elbgeest       | 18.569               | 126,41           | 11          |
| 5   | Amt Lauenburgische Seen | 12.913               | 237,87           | 25          |
| 6   | Amt Lütau               | 4.094                | 80,77            | 10          |
| 7   | Amt Sandesneben-Nusse   | 14.948               | 206,14           | 25          |
| 8   | Amt Schwarzenbek-Land   | 9.046                | 135,00           | 19          |